# دوینا (آلمان)
دوینا (به آلمانی: Deuna) یک شهر در آلمان است که در Eichsfeld واقع شده‌است. دوینا ۱٬۱۶۲ نفر جمعیت دارد.